# 探せ!ミス農園娘グランプリ♪
探せ!ミス農園娘グランプリ♪（さがせミスのうえんむすめグランプリ）は『モンスターヴェルト・オンライン』に関連したラジオ番組。パーソナリティは、鷲崎健、岡田優香。

## 概要
『モンスターヴェルト・オンライン』の紹介および「ミス農園娘グランプリ」を行うラジオ番組。

## 配信
音泉
- 配信期間：2009年5月8日 - 8月28日（隔週金曜日）

ニコニコチャンネル
- 配信期間：2009年6月12日 -
- 備考：音声だけでなく、ラジオ収録中のスタジオの模様が映像配信されている。

## パーソナリティ
- 鷲崎健
- 岡田優香

## 番組コーナー
- ふつおた
- あなたの農園訪問
- ミス農園娘グランプリ